# Steatomys caurinus
Steatomys caurinus là một loài động vật có vú trong họ Nesomyidae, bộ Gặm nhấm. Loài này được Thomas mô tả năm 1912.